# Chinampa

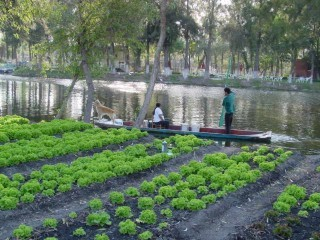
Chinampas modernas.

La chinampa (del náhuatl chinamitl, ‘en la cerca de cañas’) es un método mesoamericano antiguo de agricultura y expansión territorial que a través de una especie de balsas cubiertas con tierra, sirvieron para cultivar flores, verduras y frutas, así como para ampliar el territorio en la superficie de lagos y lagunas del Valle de México; haciendo a México-Tenochtitlan una ciudad flotante. Las utilizaban para la agricultura y ganar terreno a las aguas pantanosas 
Se trata de una balsa, de armazón hecha con troncos y varas, en ocasiones de considerables dimensiones, sobre la que se deposita tierra vegetal debidamente seleccionada con materias biodegradables como el pasto, hojarasca, cáscaras de diferentes frutas y vegetales, etc. En la chinampa se sembraban ahuejotes para que sus raíces crecieran desde el agua hasta la tierra firme en la ribera de lagunas y arroyos luego de que el cauce crecía, sembraban diferentes cultivos los cuales luego cosechaban.
Se trata de una técnica iniciada en tiempos de la cultura teotihuacana, aunque su máximo desarrollo se consiguió en el siglo XVI. Hacia la llegada de los españoles en 1519, esta técnica, por ejemplo, ocupaba casi todo el lago Xochimilco, y su combinación con otras técnicas como la irrigación por canales y la construcción de bancales, permitió sustentar una población muy densa.

## Antecedentes históricos

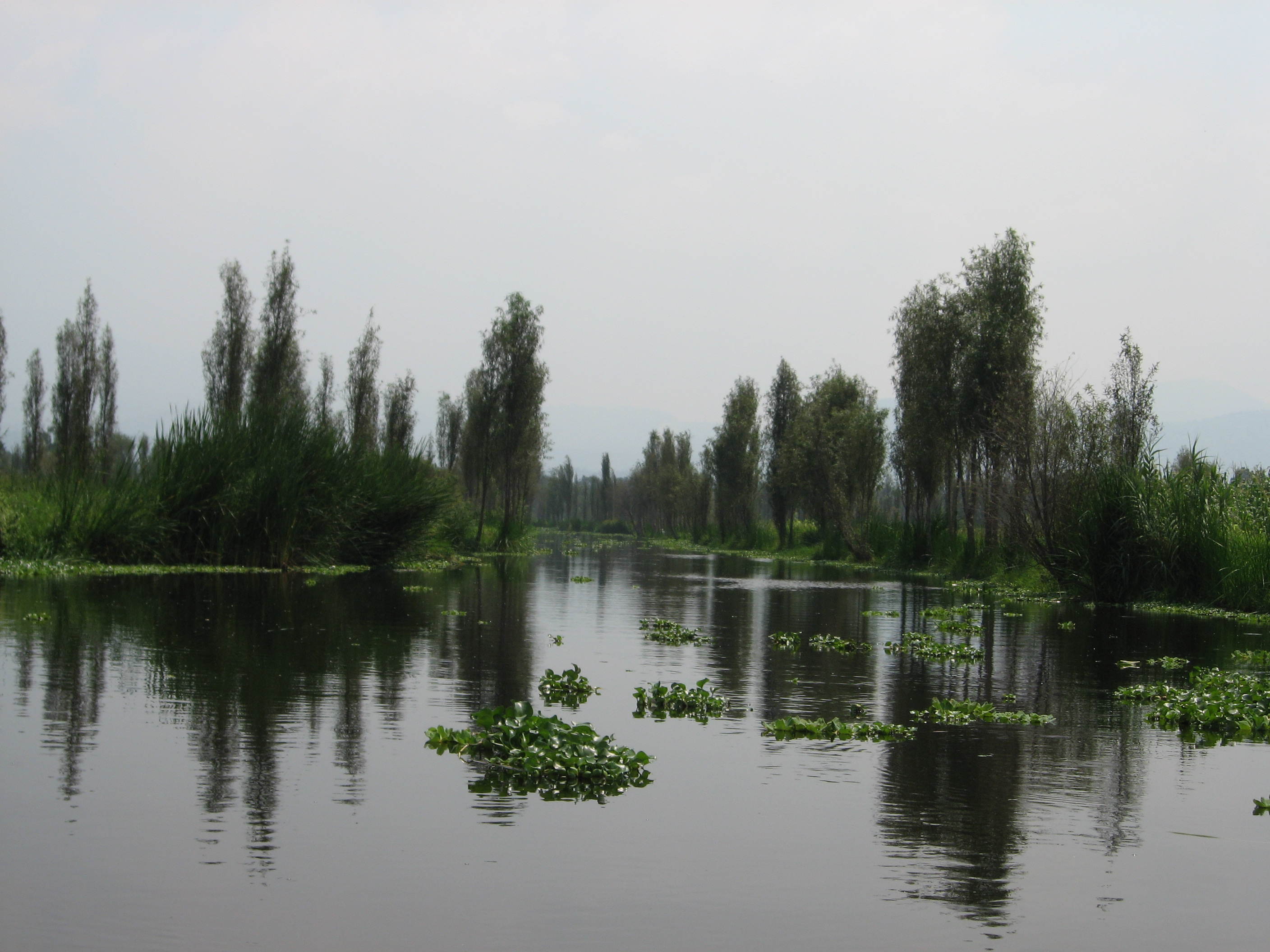
Vista de la zona chinampera de Xochimilco.

El desarrollo del sistema de chinampas fue posible gracias a las características especiales del lago de Texcoco, el cual al ser poco profundo y cenagoso proporcionó el medio ideal para su práctica.

### Técnicas en el tiempo maya
A inicios del Formativo Tardío se hizo necesario introducir formas intensivas de producción de alimentos, en particular relacionadas con la agricultura. De este modo, los agricultores aprovecharon los márgenes de los pantanos y de las concentraciones de agua formadas durante la estación húmeda con el fin de obtener suelos mejor irrigados y más ricos, pudiendo conseguir en ocasiones tres cosechas anuales. También, como ocurrió en Río Bec, cultivaron jardines en torno a sus casas -cortijos-, donde plantaron otras plantas que requerían mayor cuidado y que diversificaban su dieta. En la misma región y en las montañas en torno al sitio de Caracol, fueron modificadas numerosas colinas con el fin de contener terrazas agrícolas que aumentaran la producción, a la vez que frenaran la erosión.
Sin embargo, el carácter verdaderamente intensivo de la agricultura vino de la mano de los drenajes y de las modificaciones realizadas en torno a las zonas acuáticas, dando lugar a un sistema que se ha denominado de campos levantados, de gran similitud a las chinampas del centro de México.
Consisten estos en concentraciones artificiales de tierra, limitadas por canales de agua y situadas en márgenes de ríos y pantanos. Con este sistema, se asegura una suficiente cantidad de tierra fértil bien irrigada, de manera que no es necesario el barbecho en el trabajo de los campos, obteniéndose una producción abundante para alimentar a los ocupantes de los grandes núcleos urbanos. Los bajos de Belice, la región de Río Bec, los márgenes del Candelaria y otros lugares tuvieron este sistema intensivo en la agricultura.

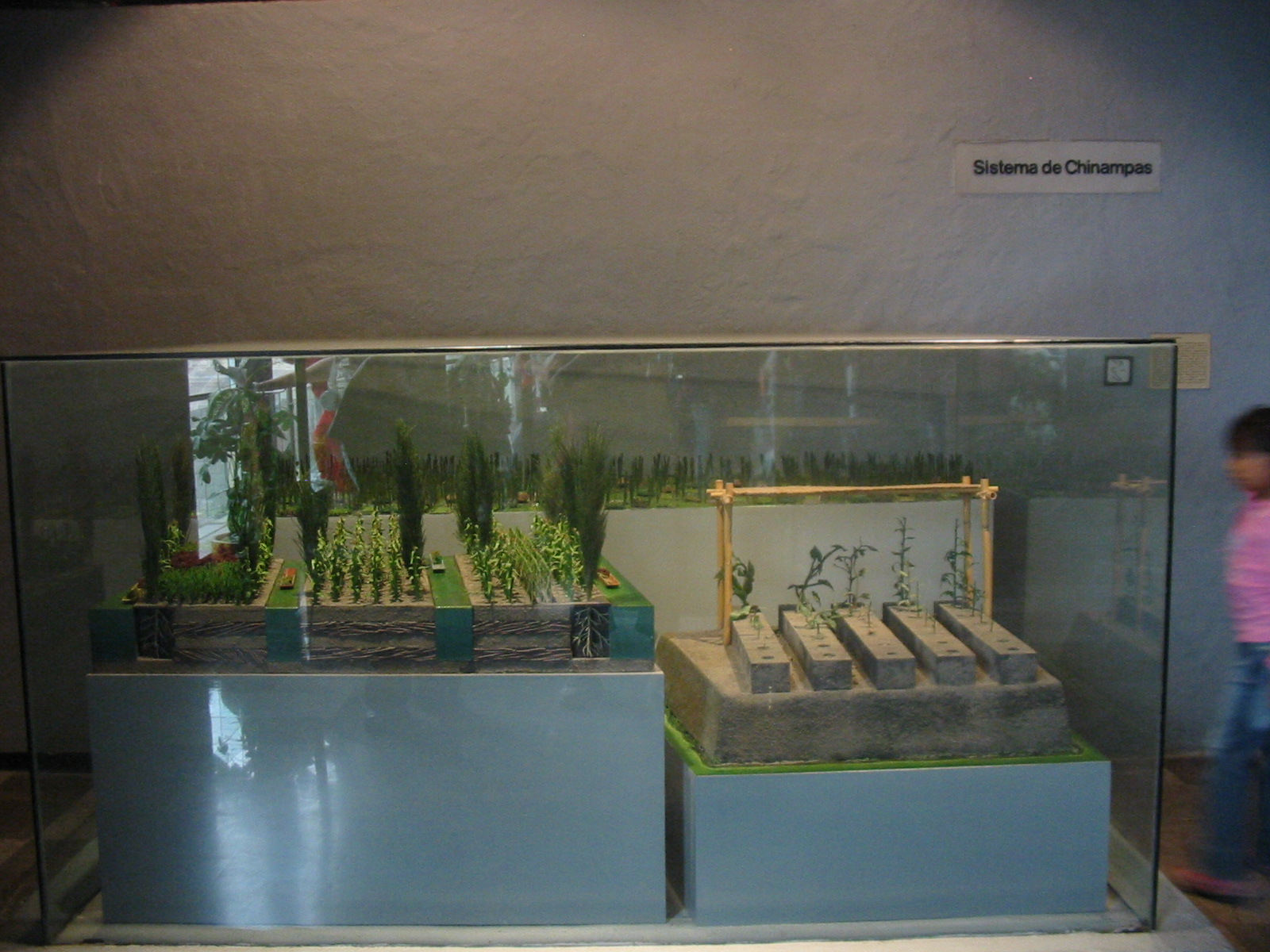
Modelos a escala de chinampas.

### Paraderos humanos
La unidad mínima de residencia de los antiguos mexicas fue la casa, identificada por medio de pequeños montículos de tierra y piedras recubiertos de arcilla. Estas construcciones, de no más de 0,50 m de altura, sostuvieron en el pasado chozas rectangulares de carácter perecedero en las que habitó la población campesina, sea dispersa por el paisaje, sea en los centros urbanos. Esta unidad de habitación puede estar aislada o asociada a otras en torno a un patio, formando un conjunto residencial ocupado por familias extendidas. En ellos, no todos los edificios son viviendas, sino que existen almacenes, cocinas y residencias. Varios de tales conjuntos están ocupados por un linaje.
Este es el sistema básico de asentamiento de los centros mayas, con variaciones en tamaño y volumen, pero cuyos lazos de parentesco y la especialización en las funciones que jugaron en la sociedad fueron un factor de cohesión y de integración social. Cuando estos conjuntos residenciales alcanzan un mayor grado de complejidad, con espacios más amplios y edificios más elaborados, se forman pequeños centros cívicos, dirigidos por élites locales. Estos incluyen pirámides escalonadas y grandes edificios residenciales para los dirigentes del asentamiento.
La categoría más compleja de asentamiento corresponde a los centros cívico-ceremoniales o ciudades, que integraron social, política, económica e ideológicamente amplios territorios. En ellos se incluyen templos, palacios, estelas, juegos de pelota, altares, calzadas, plataformas, grandes depósitos de agua, fortificaciones, arcos, torres y una amplia gama de edificios y conjuntos, los cuales reproducen siempre los grupos residenciales. La diversificación en tamaño urbano y de los edificios que contienen, la cantidad de restos escritos y de elementos complejos de cultura material, manifiestan que algunos centros ejercieron un dominio político o económico sobre otros, siendo los más complejos capitales regionales

### Actualidad
En la zona lacustre de la delegación Xochimilco y Tláhuac se encuentran los últimos relictos de agricultura de Chinampas; un antiguo sistema de agricultura de humedal cuyo origen se remonta a más de 900 años, cuando la sociedad nahua florecía en la cuenca de México (Rojas, 2004), y que ha sido nombrado como uno de los sistemas más sustentables jamás logrados (Jiménez-Osorino et al., 1990; Ezcurra, 1991; Altieri, 2004). La zona de Chinampas en el suelo de conservación se encuentra principalmente ubicado en el área agrícola de tres poblados: Xochimilco, San Gregorio Atlapulco y de forma escasa en San Luis Tlaxialtemalco, lugar donde la agricultura de Invernaderos la ha sustituido.

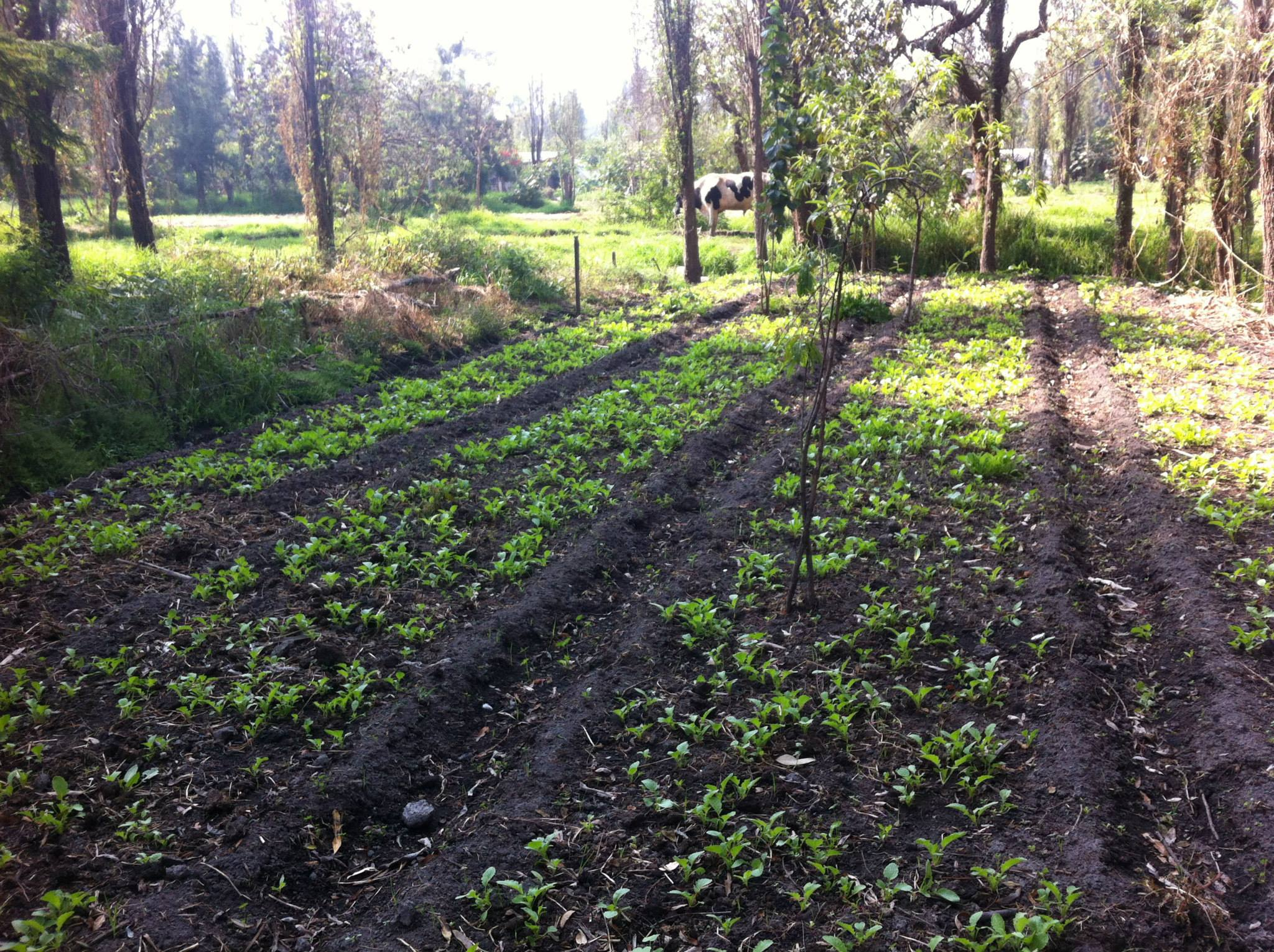
Chinampa con cultivo de rábano en el Lago de Xochimilco.

En la actualidad la zona de Chinampas y demás sistemas agrícolas asociados a suelo lacustre, han sido superados por la urbanización convirtiéndose en una enorme isla de agricultura tradicional urbana en medio de la Ciudad de México. En esta zona se continúa cultivando una variedad de hortalizas y plantas de ornato, las actividades productivas se han diversificado creando condiciones para el desarrollo de la economía local así como provisión de bienes y servicios para la ciudad (Losada, et al., 2000). El turismo, el ganado estabulado, los cultivos de traspatio, la floricultura de Invernaderos y la horticultura de Chinampas, son las principales actividades asociadas al suelo de conservación. Los bienes producidos en estas localidades son vendidos en los centros de distribución de alimentos, mercados locales o exportados a otros estados de la República Mexicana, dada la férrea competencia que se vive en los principales centros de abasto de la ciudad. Otra parte de la producción es consumida en los hogares de los productores.

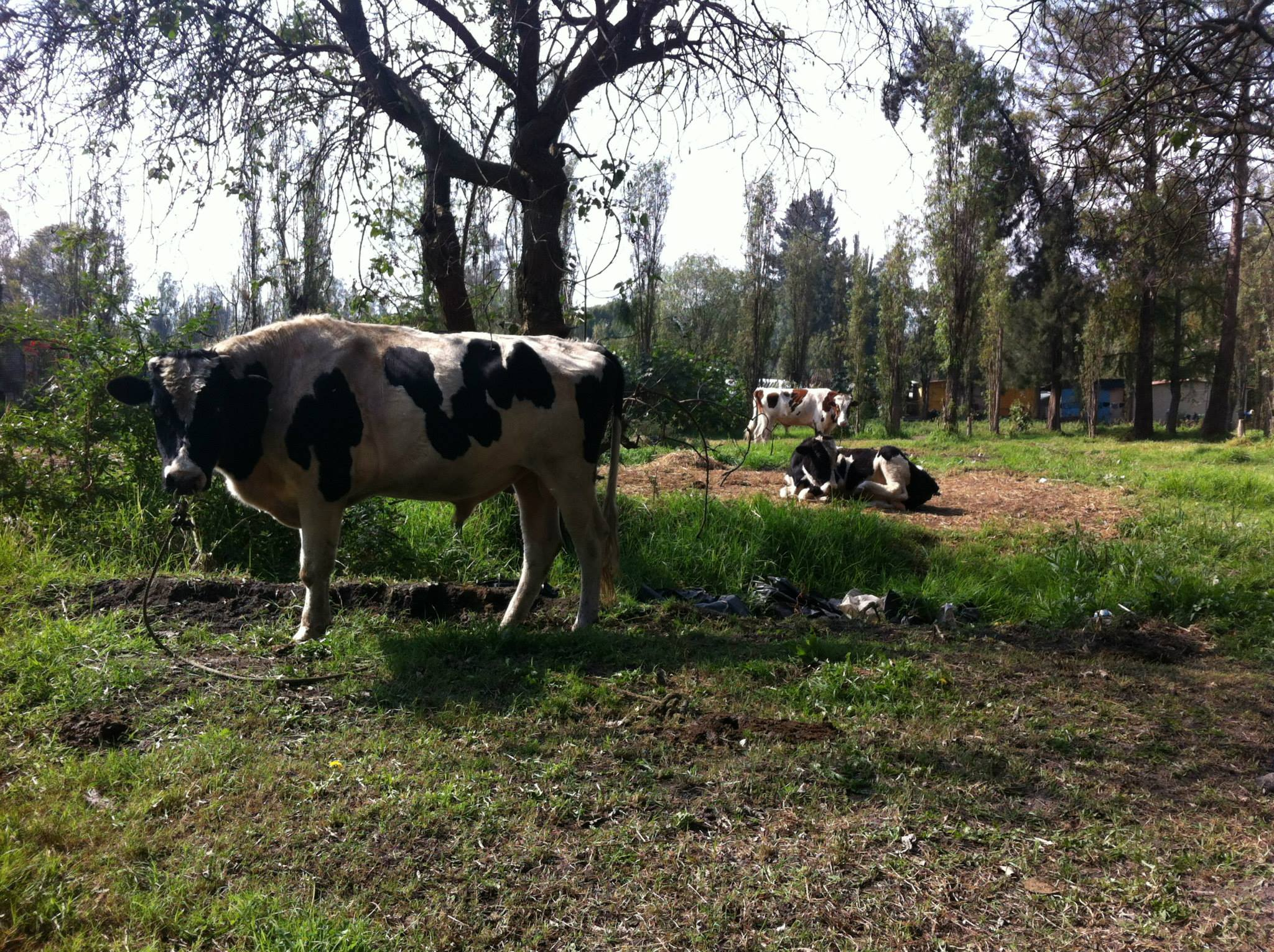
Ganado vacuno en chinampa del Lago de Xochimilco.

Asociada a la zona agrícola se encuentra una zona inundada; efecto de los constantes hundimientos del suelo lacustre, que se ha transformado después de varios años (aproximadamente 1990) en un humedal de tipo estacional y permanente, en el cual se realizan procesos ecológicos que tienen implicaciones en la limpieza del aire de la ciudad, remoción de sustancias tóxicas del agua, como nutrimentos de origen agrícola y urbano; así como la promoción de hábitat para una considerable cantidad de especies silvestres 6 de aves, 23 de mamíferos, 212 de aves, 10 de reptiles, 21 de peces y 146 especies de plantas (Ceballos y Galindo, 1984; CONABIO, 2000) y la prestación de servicios edónicos. Esta área de importancia ecológica se localiza en los Ejidos de San Gregorio A. y comprende un área aproximada de 441 ha. La vegetación se compone de especies halófilas, malezas y flotantes con predominancia del tule (Typha spp.), el huachinango (Eichhornia crassipes) y zacate cuadrado (Schoenoplectus americanus). El gradiente ambiental ha promovido que esta zona presente una alta heterogeneidad ambiental, por lo que se han generado una serie de hábitats como el tular, pastizal y popal (INECOL, 2002).
El hecho de estar inmersa en la Ciudad de México, ha significado una fuerte presión por modificar el uso de suelo y cobertura, como promotores han intervenido: la política pública, la agrícola, los grupos organizados en demanda de suelo habitacional, el bajo valor de la tierra agrícola, los asentamientos irregulares, la introducción de paquetes tecnológicos y la degradación ambiental. Sin embargo, se trata de una zona que, tanto por decreto oficial, al designarla Área Natural Protegida, como por la designación de Patrimonio Cultural de la Humanidad, ha sido protegida, mostrando el gran valor que este relicto de agricultura prehispánica y ecosistema lacustre, tiene para las sociedades presentes y futuras.